# 加治川紫雲寺バスストップ
加治川紫雲寺バスストップ（かじかわしうんじバスストップ）は新潟県新発田市釜杭にある日本海東北自動車道上のバス停である。新潟県道21号新発田紫雲寺線と日本海東北自動車道が交差する付近にある。

## 停車路線

### 県外線
- 山形 - 新潟線 Zao号

### 県内線
- 【廃止】 新潟（県庁）-中条-村上線

かつて運行されていたこの路線も当バス停に停車していた。同線は収支状況が悪く赤字路線となっており、運行回数の調整等による収支の改善に努めてきたが改善が図れず、継続運行は困難と判断し、2016年9月30日をもって廃止された。

## 隣
E7 日本海東北自動車道
(4)聖籠新発田IC/BS - 加治川紫雲寺BS - (5)中条IC